# Periclista
Periclista is een geslacht van  echte bladwespen (familie Tenthredinidae).

## Soorten
- P. albida (Klug, 1816)
- P. albipennis (Zaddach, 1859)
- P. albiventris (Klug, 1816)
- P. andrei Konow, 1906
- P. cretica (Schedl, 1981)
- P. dusmeti Konow, 1907
- P. lenta Konow, 1903
- P. lineolata (Klug, 1816)
- P. pilosa Chevin, 1971
- P. pubescens (Zaddach, 1859)
- P. vernalis Lacourt, 1985